# Pátan
Pátan (Lalita Patan, Lalitpur, szanszkrit:  पाटन Pātan, nepáli: लालितपुर Lālitpur)  város Nepálban, Katmandu központjától kb. 5 km-re délre. Lakossága 227 ezer fő volt 2011-ben. Katmandu fokozatosan magába olvasztja.
A Katmandu-völgy legrégebbi városa, története több mint 2300 évre nyúlik vissza.
Elsősorban buddhista templomvárosként ismert, de vannak hindu és muszlim épületei is. A vidéken kb. 55 nagyobb templom és kb. 136 kolostor található.
A 2015. áprilisi földrengésben sok épülete megsérült vagy megsemmisült.

## Főbb látnivalók
- Patan Durbar-tér. Ez a terület a kulturális világörökség része
- Hiranya Varna Mahaa Vihar, az ezer Buddha temploma
- Kumbeshwar templom, ötemeletes pagoda
- Krishna Mandir a 16. századból
- Machchendranath
- Nemzeti Könyvtár és a Patan Múzeum

Pátan
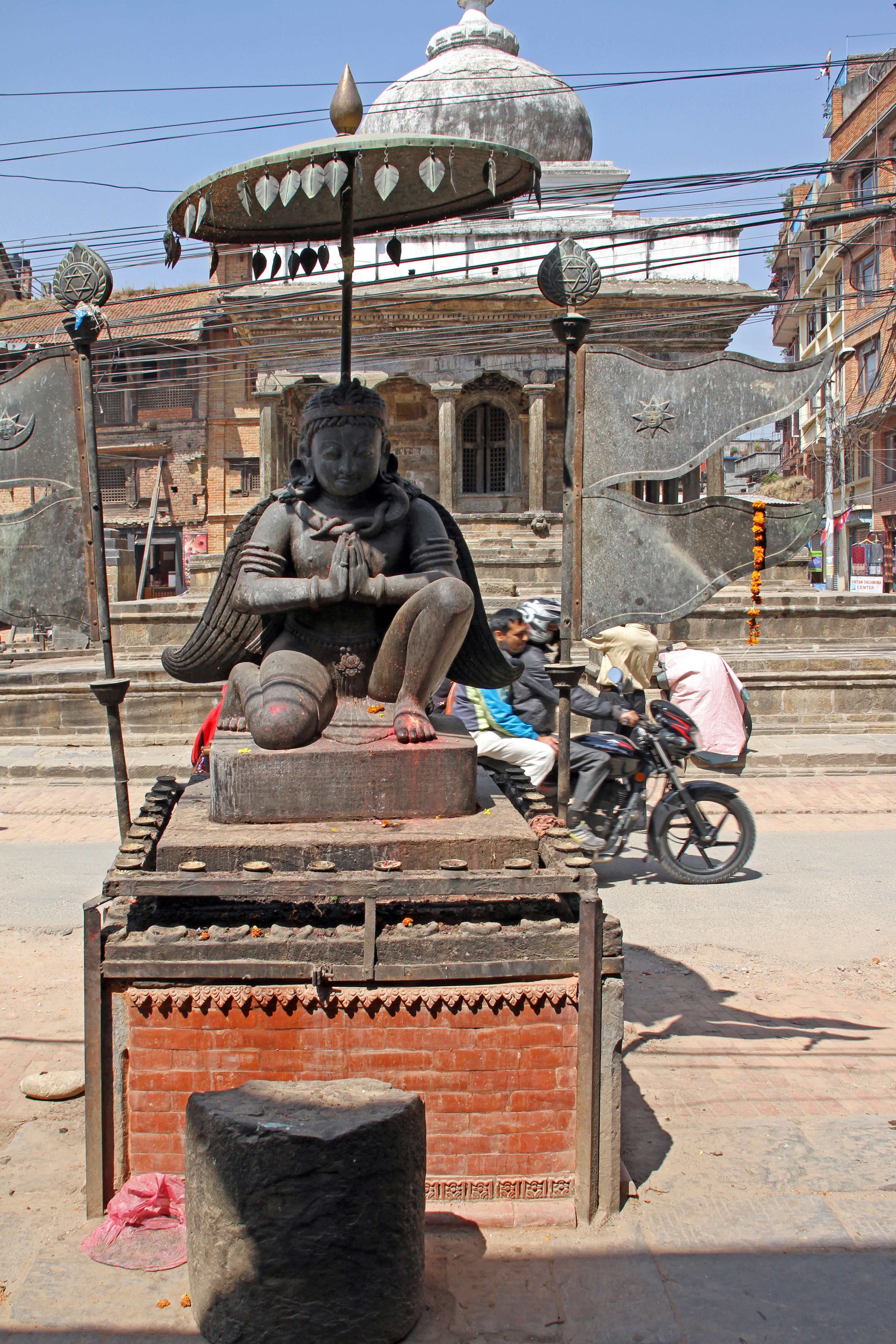
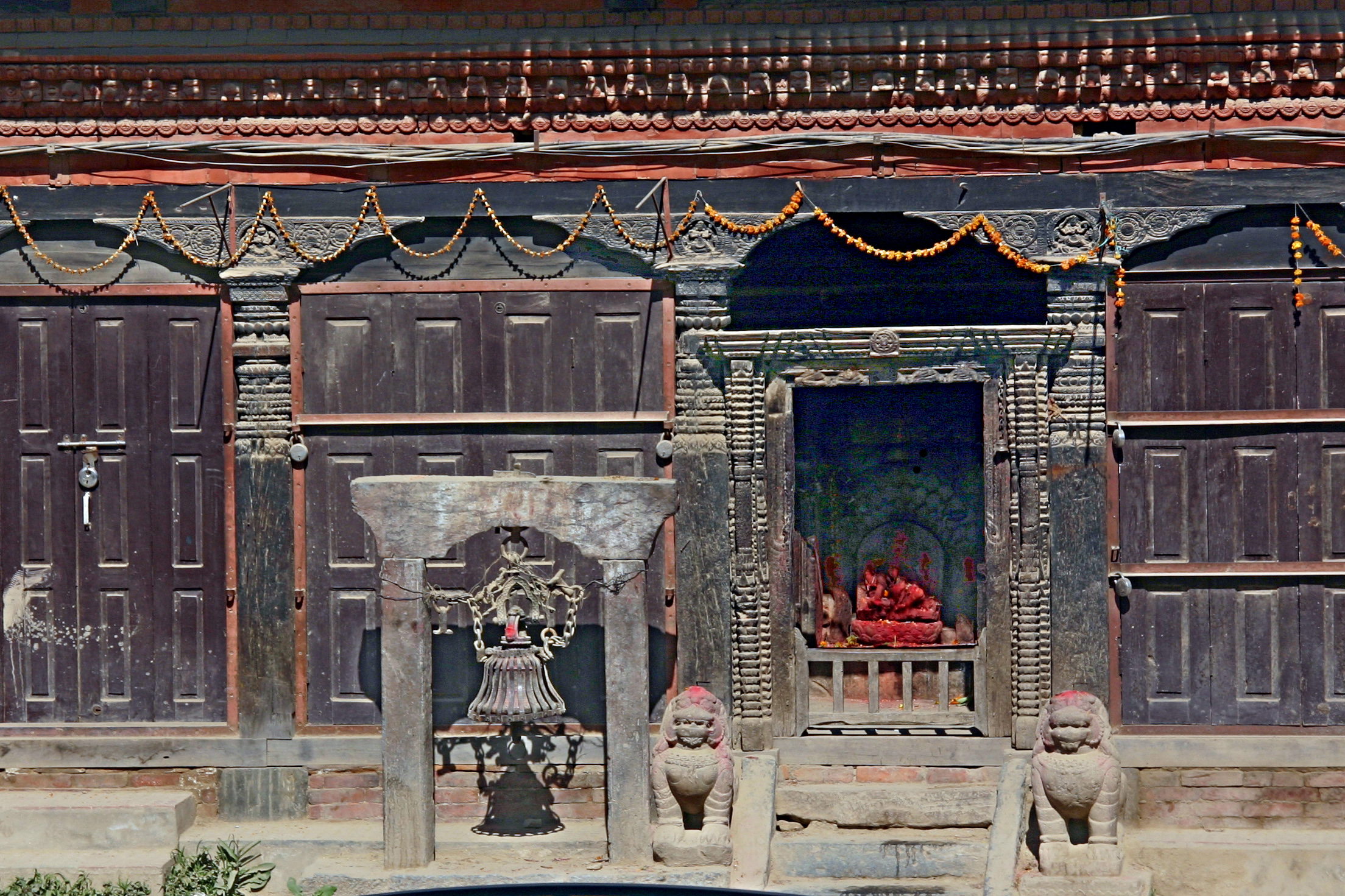
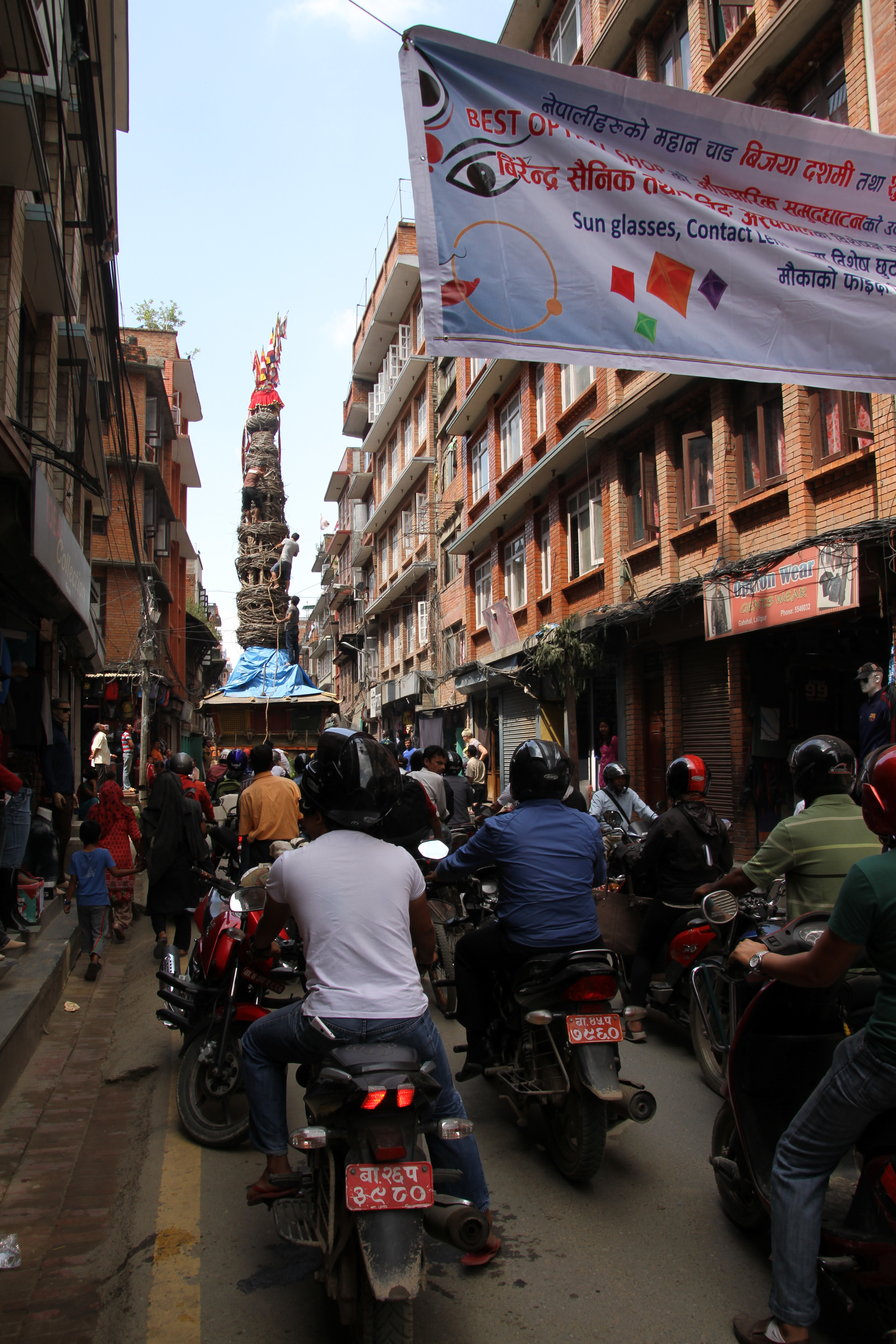
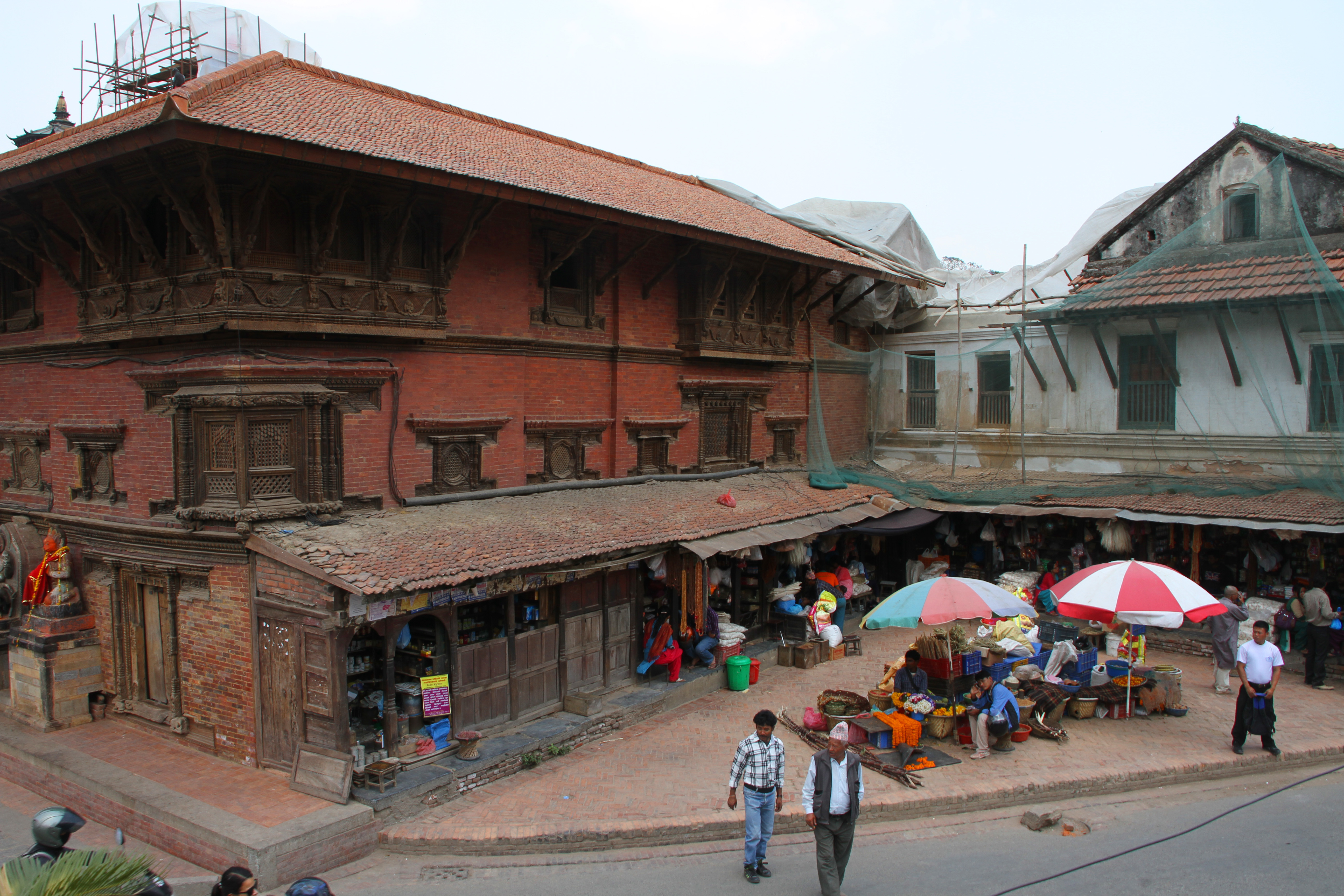
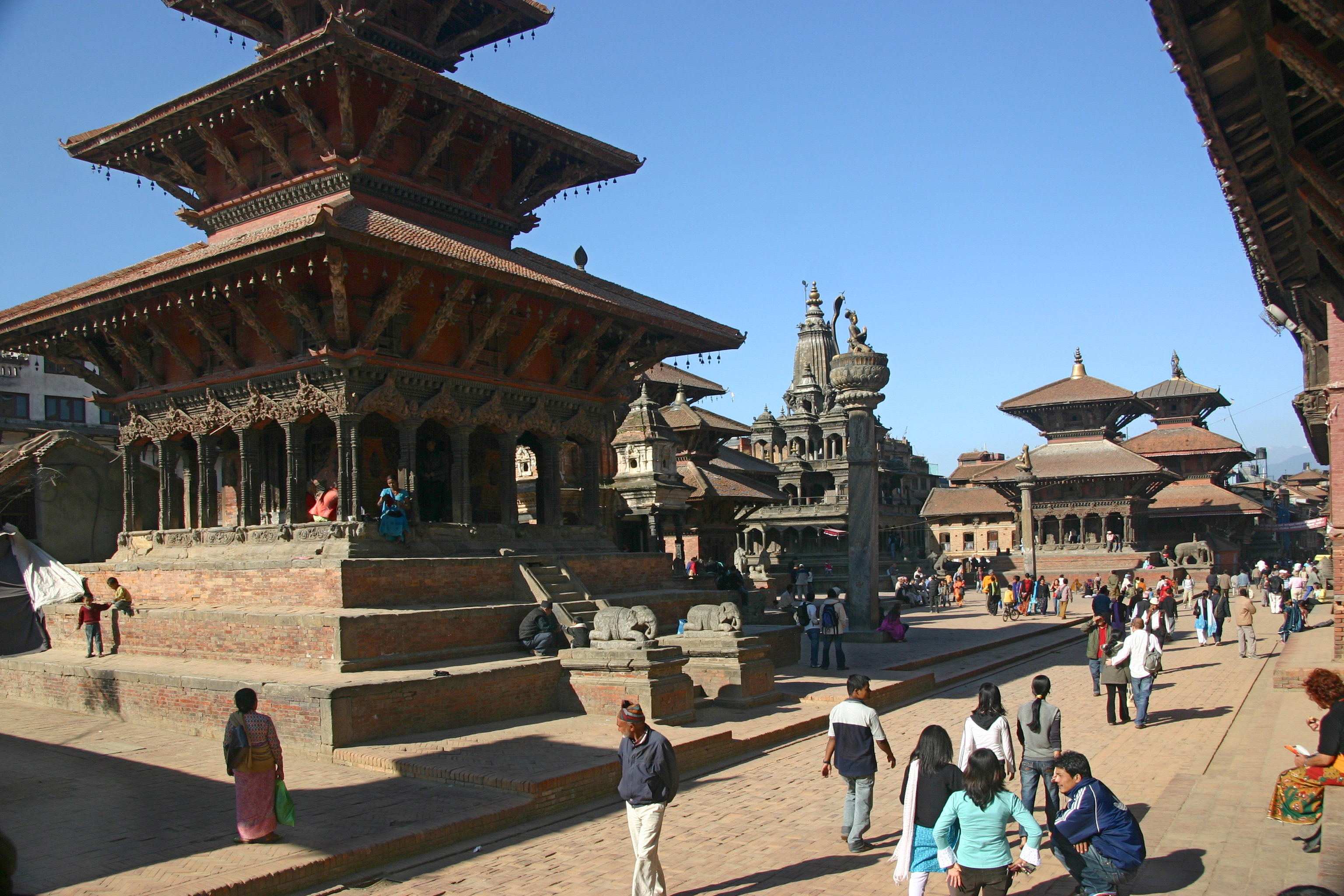
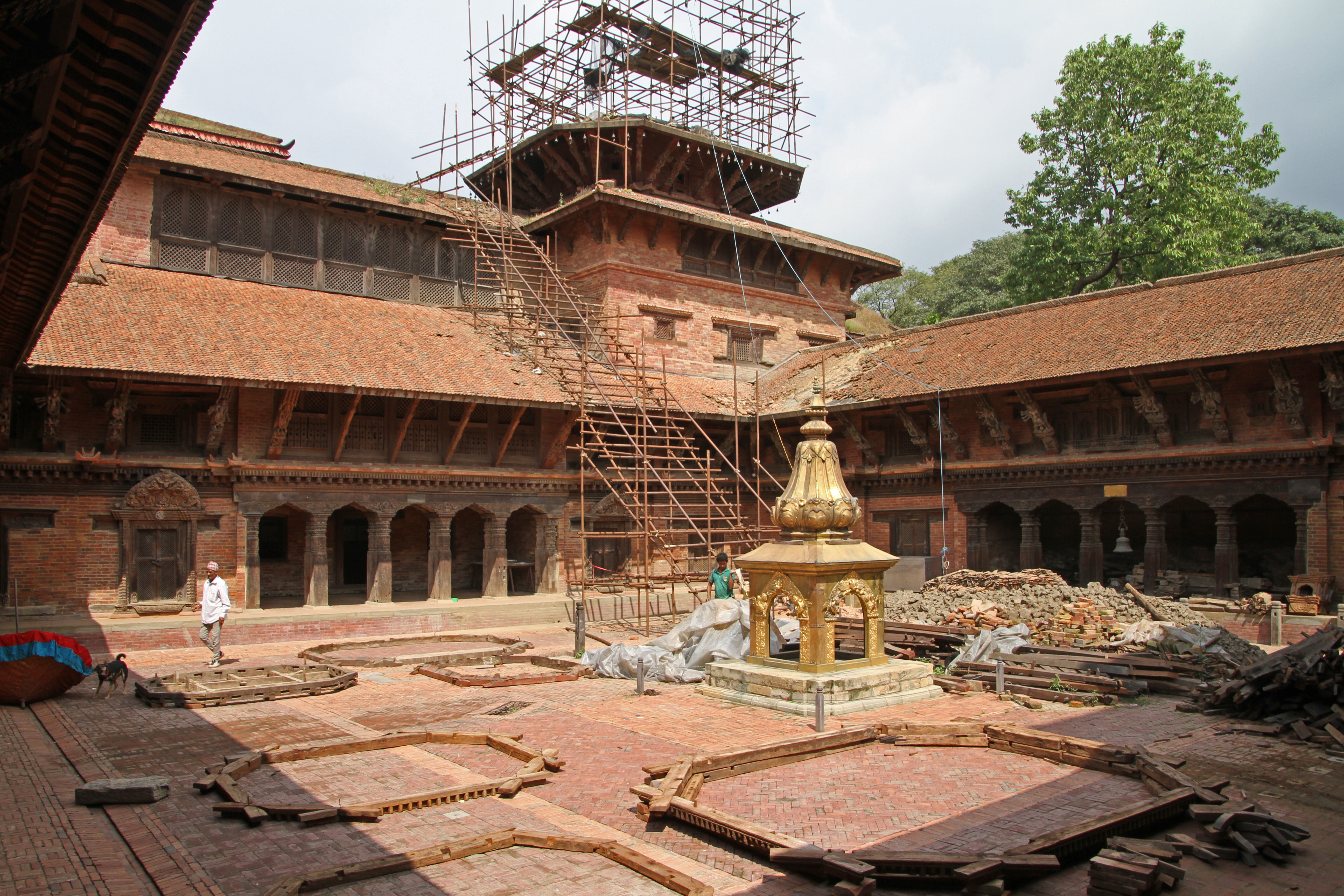
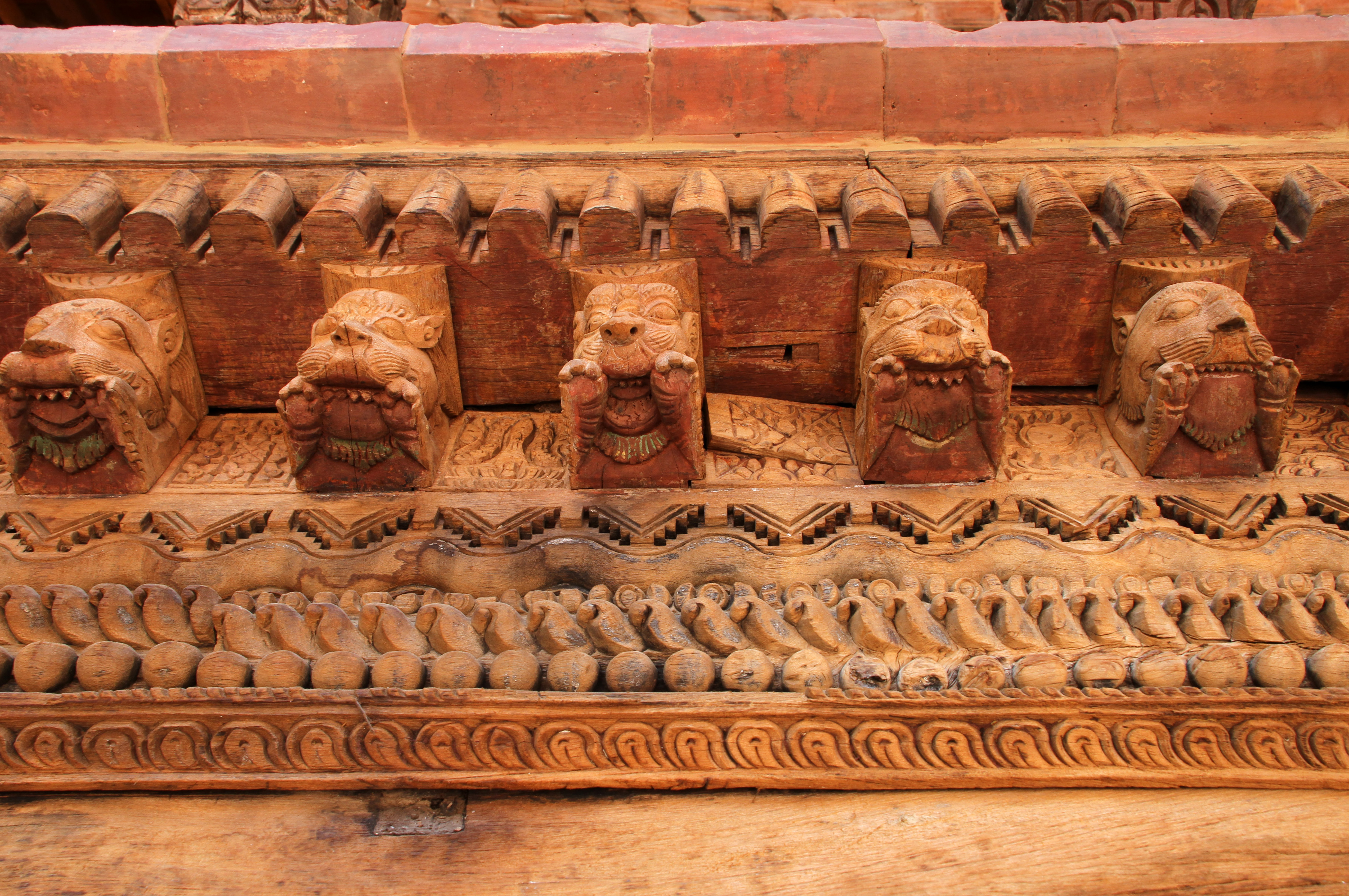
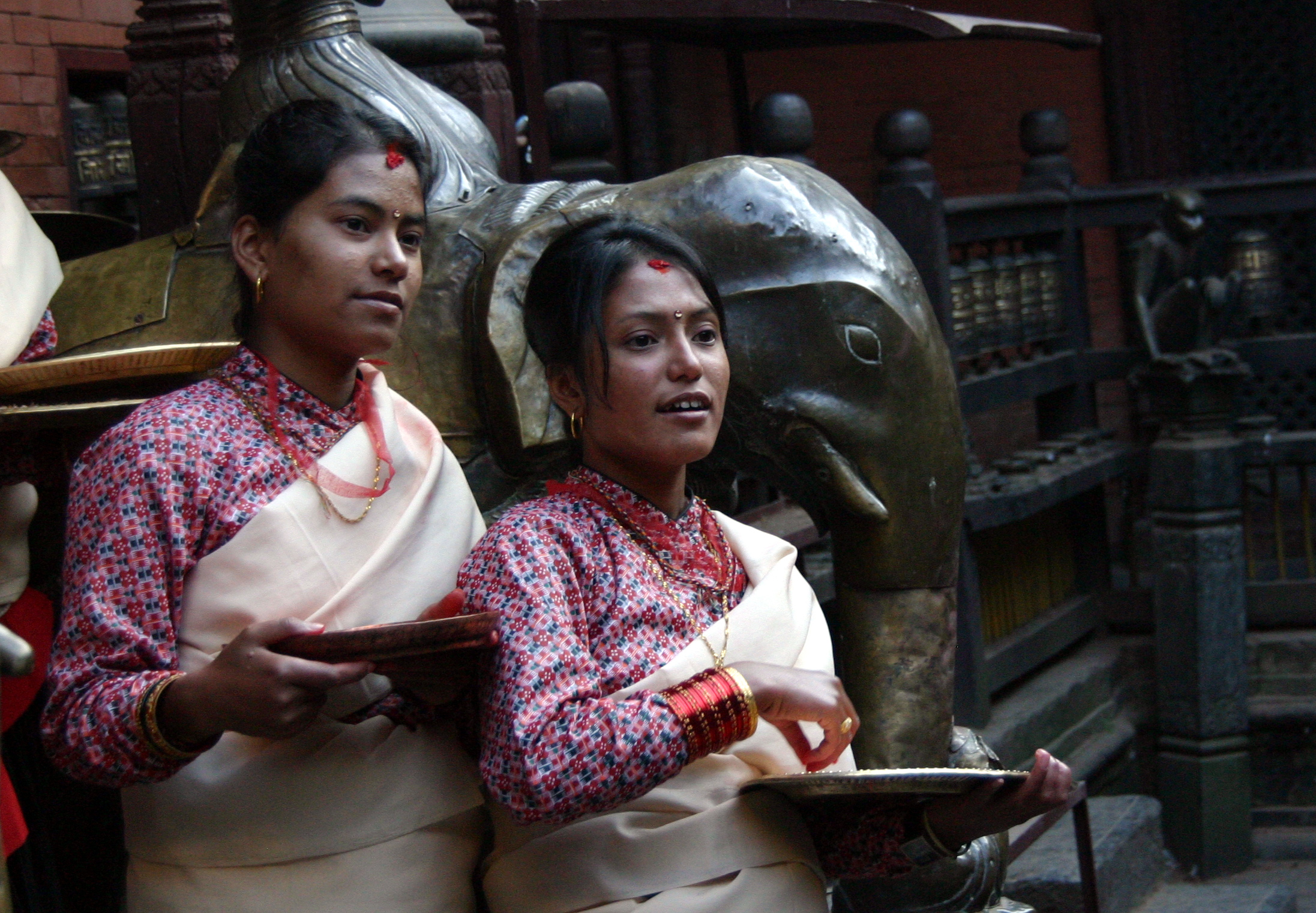

## Fordítás
- Ez a szócikk részben vagy egészben  a   Patan, Nepal című angol Wikipédia-szócikk fordításán alapul.  Az eredeti cikk szerkesztőit annak laptörténete sorolja fel. Ez a jelzés csupán a megfogalmazás eredetét és a szerzői jogokat jelzi, nem szolgál a cikkben szereplő információk forrásmegjelöléseként.